# Пластохінон
Пластохінон — сполука ряду хінонів, що бере участь у реакціях світлової фази фотосинтезу. Відновлюючись, вона приймає два протони (H+) із строми хлоропласту, утворюючи зв'язки з допомогою двох електронів (e-), що надходять з фотосистеми II. Результатом такого відновлення є пластохінол, який переносить протони в люмен тилакоїдного диска, тоді як електрони йдуть далі вздовж електронно-транспортного ланцюжка до цитохромного білкового комплексу b6f.
Префікс пласто означає пластиду або хлоропласт, указуючи місце пластохінонів у клітині.
Структурно це 2,3-диметил-1,4-бензохінони з бічним ланцюжком із дев'яти ізопренілових ланок.

## Похідні
Деяким похідним, призначеним для того, щоб проникати через клітинну мембрану (SkQ1 (пластохіноніл-децил-трифенілфосфоній), SkQR1 (родамін-вмісний аналог SkQ1), SkQ3) властива антиоксидантна й протонофорна дія
SkQ1 is proposed as an anti-aging treatment.
. SkQ1 проходить клінічні випробовування як ліки при глаукомі.